# Old Hundred
Old Hundred è un census-designated place (CDP) degli Stati Uniti d'America, situato nello stato della Carolina del Nord, nella contea di Scotland. Secondo il censimento del 2020 gli abitanti di Old Hundred ammontavano a 218.

## Storia
La città era stata inizialmente calcolata essere il centesimo miglio lungo la ferrovia Wilmington, Charlotte e Rutherford, che partiva da Wilmington andando verso ovest. Il calcolo si rivelò errato, però il nome della città rimase lo stesso.